# Полюшко-поле (фильм)
«Полюшко-поле» — советский художественный фильм 1956 года. Снят на киностудии Мосфильм. 

## Сюжет
Агроном. Режиссёр- Вера Строева.Валя Чернышева полюбила нового главного агронома МТС Савицкого, вдовца с двумя маленькими дочерьми. Во время болезни одной из дочек, которую Валя выходила, он понял, что она стала для него близким человеком. Но девушка уехала на работу в другой дальний колхоз.

## В ролях
- Руфина Нифонтова — Валя Чернышева
- Вера Марецкая — Елизавета Ураганова
- Миша Меркулов — Федька, сын Лизаветы
- Всеволод Санаев — директор МТС
- Лилия Гриценко — Екатерина Анисимовна
- Александр Ануров — Александр Григорьевич Савицкий, главный агроном
- Леонид Пархоменко — Захар Петрович Гуров, бригадир
- Елена Санько — Лукерья Коврова, бригадир
- Ёла Санько — Света, дочь Савицкого
- Елена Понсова — баба Дуня
- Александр Суснин — Митя Зубков
- Сергей Ляхницкий
- Светлана Харитонова — Квасова
- Лидия Королева
- Елена Максимова
- Владимир Пицек — Попов
- Елена Вольская — Аниска
- Александр Смирнов — Самошкин
- Светлана Борусевич — Клавдия, жена Савицкого
- Евгений Кудряшёв — Ефим Ковров, муж Лукерьи (нет в титрах)
- Леонид Чубаров — член бюро (нет в титрах)
- Степан Борисов — дядя Иван (нет в титрах)

## Съёмочная группа
- Режиссёр: Вера Строева
- Автор сценария: Мария Смирнова
- Оператор: Антонина Эгина, Борис Арецкий
- Художник-постановщик: Феликс Ясюкевич
- Композитор: Георгий Свиридов
- Директор картины: Ю. Рогозовский

## Технические данные
1956, обычный, цветной, 2763 м, 101 мин.